# 台山原子力発電所
台山原子力発電所(中国語: 台山核电站)は中華人民共和国広東省台山市赤渓鎮にある原子力発電所。

## 経歴
2013年に送電網と同期して発電開始することを計画し、アレバ社の1700MWe級欧州加圧水型炉(EPR)を利用する発電所としてはフィンランドのオルキルオト、フランスのフラマンヴィルに続き3番目の原発になる予定だったが、結果的に世界に先駆けてEPRの商業運転を開始することとなった。運営は中国広核集団が70%、フランス電力が30%を支出する合弁会社の広東台山核電合営有限公司が行う。
2008年8月26日に掘削作業が開始され、1号機のコンクリート打設は2009年10月に始まった。
建設は計画では46ヶ月で完了する予定であり、初めてのEPRとして建設されていたフィンランド・フランスのものに比べて大幅に安く、早くなっている。
何度か商業運転の延期が発表されていたが、2016年2月20日には中国広核電力傘下の中国広核電力が商業運転をさらに半年延期すると発表した。
結局、1号機は2018年6月6日に初臨界を達成、6月29日に送電網同期した。9月には全負荷運転に移行する予定とされていたが、2018年12月13日に168時間の連続全負荷運転試験を完了して商業運転に入った。続いて2号機も2019年5月28日に初臨界を達成、6月23日には送電網に同期した。2019年8月7日には全負荷運転に移行し、年内に商業運転に入る見込みである。
2021年6月14日、アメリカのCNNは原子力発電所から放射性物質が漏れているとの報道を行った。アメリカ政府関係者は、発電所を運営しているフラマトム社から「差し迫った放射線の脅威」があるとの報告を受けたとしたが危機的なレベルではないとしている。また、フラマトムの親会社であるフランス電力は、1号機の燃料棒のコーティングが劣化により一次冷却系で希ガス（キセノンとクリプトン）の濃度上昇があり、放射能を除去した上で放出したと説明。汚染ではなく管理された放出であるとしている。
2021年6月16日、中国生態環境省は燃料棒の破損により冷却材中の放射性物質の濃度が上昇したと発表した。1号機の燃料棒のうち「5本前後」が破損したとしている。
これは全燃料棒の「0.01%未満」だとしている。生態環境省は放射線量の上昇は原発における「安定稼働の許容範囲内」であり、「環境への放射性物質流出の問題はない」と強調した。
2021年7月30日、原発運営会社は、破損した燃料棒を交換し、破損原因を調べるために1号機の運転を停止したと発表した。当初、破損は想定内だとして運転をつづける考えを示していたが、方針を転換したもよう。施設外への放射線漏れは否定した。
2021年11月24日、クリラッドは台山EPRにおける核事故の原因が原子炉容器の設計欠陥によるものだと発表した。流体力学的な設計の欠陥から燃料集合体の異常振動が起こり、燃料棒の破損に至ったものだと言う。同型で建設が度々遅延している、フランス本国に建設中のフラマンヴィル原子力発電所3号機や、フィンランドに建設中のオルキルオト原子力発電所3号機への影響が懸念されている。

## 原子炉
| 原子炉            | 原子炉形式 | 正味発電量 | 総発電量 | 建設開始       | 送電網同期    | 商業運転       | 運転終了 | 注釈                        |
| ----------------- | ---------- | ---------- | -------- | -------------- | ------------- | -------------- | -------- | --------------------------- |
| 1号機 (Taishan 1) | EPR-1750   | 1660 MWe   | 1750 MWe | 2009年11月18日 | 2018年6月29日 | 2018年12月13日 |          | [ 4 ] [ 19 ] [ 7 ] [ 9 ]    |
| 2号機 (Taishan 2) | EPR-1750   | 1660 MWe   | 1750 MWe | 2010年4月15日  | 2019年6月25日 | 2019年9月7日   |          | [ 20 ] [ 21 ] [ 11 ] [ 22 ] |

## 註
1. ↑  “Taishan nuclear power plant to be one of world's largest”. People's Daily. (2009年12月22日) 2010年12月2日閲覧。
2. ↑  “First EPR enters commercial operation”.  World Nuclear News (2018年12月14日). 2020年1月15日閲覧。
3. ↑  “NPP under construction”.   China Guangdong Nuclear Power Group. 2011年1月2日時点のオリジナルよりアーカイブ。2010年12月2日閲覧。
4. 1 2  “Nuclear Power in China”. Information Papers.  World Nuclear Association (WNA) (2010年11月29日). 2010年12月2日閲覧。
5. ↑  Patel, Tara; de Beaupuy, Francois (2010年11月24日). “China Builds Nuclear Reactor for 40% Less Than Cost in France, Areva Says”. Bloomberg 2010年12月2日閲覧。
6. ↑  “First criticality achieved at Chinese EPR”.  World Nuclear News (2018年6月7日). 2018年6月22日閲覧。
7. 1 2  “Chinas Taishan 1 reactor connected to grid”. World Nuclear News.  World Nuclear Association (2018年6月29日). 2018年7月2日閲覧。
8. ↑  “Regulator details Taishan 1 commissioning schedule”.  World Nuclear News (2018年6月21日). 2018年6月22日閲覧。
9. 1 2  “First EPR enters commercial operation”. World Nuclear News.  World Nuclear Association (2018年12月14日). 2018年12月15日閲覧。
10. ↑  “Second Chinese EPR achieves criticality”. World Nuclear News.  World Nuclear Association (2019年5月29日). 2019年5月30日閲覧。
11. 1 2  “Second EPR at China's Taishan site connected to grid”. World Nuclear News.  World Nuclear Association (2019年6月28日). 2019年6月28日閲覧。
12. ↑  “Second Chinese EPR reaches full capacity”. World Nuclear News.  World Nuclear Association (2019年8月9日). 2019年8月13日閲覧。
13. ↑  “「中国の原発で放射能漏れ」　米政権「危機的でない」CNN報道”.   朝日新聞 (2021年6月24日). 2021年6月14日閲覧。
14. ↑  “中国原発 「安全基準内でガス放出」 仏原子炉メーカー”.   AFP (2021年6月15日). 2021年6月15日閲覧。
15. ↑  「中国、原発の燃料棒破損と発表 放射性物質の濃度が上昇」『共同通信』nordot、2021年6月16日。2021年6月17日時点のオリジナルよりアーカイブ。2021年6月17日閲覧。
16. ↑  “中国台山原発、問題の原因は燃料棒の破損 「よくある現象」と当局”. AFP BB News. 2021年6月16日閲覧。
17. ↑  “（地球２４時）中国、台山原発１号機を停止：朝日新聞デジタル”. (2021年8月1日)
18. ↑  “Incident nucléaire à l'EPR de Taishan, en Chine : la cause identifiée” (フランス語). AFP. (2021年11月27日) 2024年2月16日閲覧。
19. ↑  “Nuclear Power Reactor Details - Taishan 1”. Power Reactor Information System (PRIS).  International Atomic Energy Agency (IAEA) (2012年7月16日). 2012年7月17日閲覧。
20. ↑  “Nuclear Power Reactor Details - Taishan 2”. PRIS.   IAEA (2012年7月16日). 2012年7月17日閲覧。
21. ↑  
“First concrete for second Taishan reactor”. World Nuclear News.   WNA (2010年4月16日). 2010年12月2日閲覧。
22. ↑  “The second EPR reactor at China’s Taishan nuclear power plant about to enter into commercial operation”. EDFエナジー.  EDF (2019年9月6日). 2020年7月8日閲覧。